# Woody Strode
Woodrow Strode, dit Woody Strode, né le 28 juillet 1914 à Los Angeles et mort le 31 décembre 1994 à Glendora en Californie, est un joueur de football américain devenu acteur.
Révélé par John Ford dans Le Sergent noir (1960), il est notamment célèbre pour avoir incarné le gladiateur Draba dans Spartacus de Stanley Kubrick.

## Biographie
Au niveau sportif, il est l'un trois membres du Gold Dust Trio, avec Jackie Robinson et Kenny Washington qui s'illustre en football américain universitaire chez les UCLA Bruins avant l'entrée en guerre des États-Unis. Strode est ensuite l'un des premiers joueurs noirs à évoluer en NFL, avec les Rams de Los Angeles en 1946. Il joue ensuite pendant trois saisons au Canada avec les Stampeders de Calgary. Il met un terme à sa carrière sportive en 1949 sur blessure.
Sa carrière d'acteur débute en 1941 mais il ne commence à avoir des rôles d'importance qu'avec des films comme La Gloire et la Peur de Lewis Milestone ou Panique à bord d'Andrew L. Stone en 1959. John Ford lui offre son premier rôle principal dans Le Sergent noir en 1960. Il le choisit pour ce film contre l'avis de la Warner qui préférerait un acteur plus connu comme Sidney Poitier. Ford et son acteur vont développer une forte amitié et l'acteur jouera dans trois autres films du réalisateur. Strode déclare plus tard que John Ford « savait l'utiliser comme une harpe » et qu'il l'a « révélé à lui-même. » À sa suite dans Les Professionnels, Richard Brooks fait dire à un de ses personnages, M. Grant, pourtant magnat manipulateur et machiste, qu'il n'a aucun préjugé et a engagé pour ses compétences dans l'équipe un Noir[pas clair].
Il est mort le 31 décembre 1994 d'un cancer du poumon.

## Filmographie

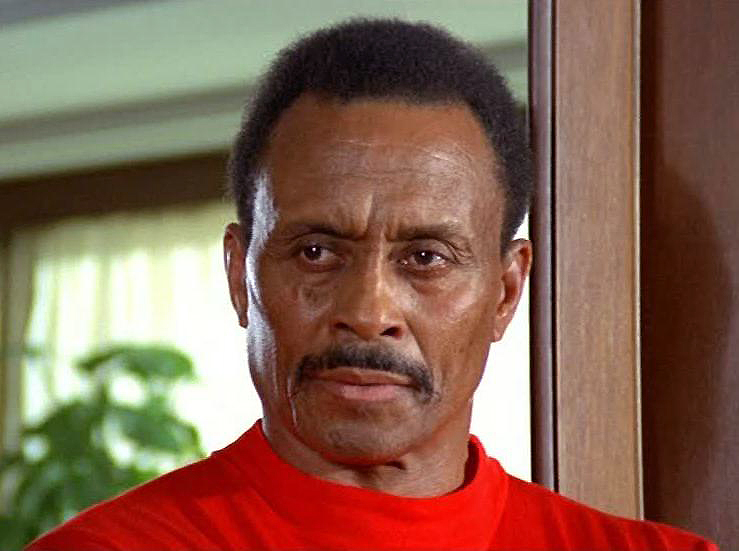
Woody Strode dans L'Empire du crime (1972).

- 1941 : Crépuscule (Sundown) d'Henry Hathaway
- 1942 : Au pays du rythme (Star Spangled Rhythm) de George Marshall et A. Edward Sutherland
- 1951 : The Lion Hunters (en) de Ford Beebe
- 1951 : Bride of the Gorilla de Curt Siodmak : le policier Nedo
- 1952 : African Treasure (en) de Ford Beebe
- 1952 : Le Trésor des Caraïbes de Edward Ludwig : Esau, garde de MacAllister
- 1952 : Androclès et le Lion de Chester Erskine et Nicholas Ray : Le Lion
- 1952 : La Cité sous la mer de Budd Boetticher : Djion
- 1954 : Les Gladiateurs (Demetrius and the Gladiators) de Delmer Daves
- 1954 : Jungle Man-Eaters (en)
- 1954 : La Sirène de Bâton Rouge (The Gambler from Natchez) de Henry Levin : Josh
- 1956 : Les Dix Commandements de Cecil B. DeMille : le roi d'Éthiopie
- 1958 : Les Boucaniers d'Anthony Quinn : Sorro
- 1959 : La Gloire et la Peur de Lewis Milestone : le soldat Franklin
- 1960 : Panique à bord d'Andrew L. Stone : Hank Lawson
- 1960 : Spartacus de Stanley Kubrick : Draba
- 1960 : Le Sergent noir (Sergent Rutledge) de John Ford : le sergent Braxton Rutledge
- 1961 : Au péril de sa vie (The sins of Rachel Cade) de Gordon Douglas : Muwangu
- 1961 : Les Deux Cavaliers (Two Rode Together) de John Ford : Stonecalf
- 1962 : L'Homme qui tua Liberty Valance de John Ford : Pompey
- 1966 : Frontière chinoise de John Ford : Lean Warrior
- 1966 : Les Professionnels de Richard Brooks : Jacob "Jake" Sharp
- 1968 : Shalako de Edward Dmytryk : Chato (chef apache)
- 1968 : Assis à sa droite de Valerio Zurlini : Lalubi
- 1969 : Che ! de Richard Fleischer : Guillormo
- 1969 : Il était une fois dans l'Ouest de Sergio Leone : Stony (membre du gang de Frank)
- 1969 : Trinita va tout casser de Giuseppe Colizzi : Thomas
- 1970 : Ciak Mull d'Enzo Barboni : Woody
- 1970 : L'Empire du crime (La Mala Ordina) de Fernando Di Leo : Frank Webster
- 1971 : Scipion, dit aussi l'Africain (Scipione detto anche l'africano) de Luigi Magni : Massinissa
- 1972 : La Poursuite sauvage (The Revengers) de Daniel Mann : Job
- 1975 : Ursula l'anti-gang (Colpo in canna) de Fernando Di Leo : Silvera
- 1975 : Trinita, nous voilà ! (Noi non siamo angeli) de Gianfranco Parolini : Black Bill
- 1975 : Le Faucon blanc (Winterhawk) de Charles B. Pierce (en) : Big Rude
- 1976 : Keoma de Enzo G. Castellari : George
- 1977 : L'Horrible Invasion de John "Bud" Cardos : Walter Colby
- 1979 : Nom de code : Jaguar (Jaguar Lives!) d'Ernest Pintoff : Sensei
- 1981 : Scream de Byron Quisenberry : Charlie Winters
- 1981 : Shérif, fais moi peur (saison 3, épisode 10) : Willie
- 1983 : Vigilante de William Lustig : Rake
- 1983 : Le Retour de l'étalon noir de Robert Dalva : Meslar
- 1984 : La Race des violents (Razza violenta) de Fernando Di Leo : Polo
- 1984 : Cotton Club de Francis Ford Coppola : Holmes
- 1985 : Lust in the Dust de Paul Bartel : Blackman
- 1987 : Colère en Louisiane de Volker Schlöndorff : Yank
- 1992 : Storyville de Mark Frost : Charlie Sumpter
- 1993 : La Revanche de Jesse Lee de Mario Van Peebles
- 1995 : Mort ou vif - (Duels à rédemption) de Sam Raimi : Charlie Moonlight

## Postérité
Le héros de la franchise Toy Story de Pixar, le shérif Woody, tient son nom de Woody Strode.